# Iriya no sora, UFO no natsu
Iriya no sora, UFO no natsu (イリヤの空、UFOの夏? lett. "Il cielo di Iriya, l'estate degli UFO") è una serie di light novel di fantascienza scritta da Mizuhito Akiyama con illustrazioni di Eeji Komatsu, che si basa sul rapporto tra Kana Iriya, una ragazza del liceo che deve combattere le invasioni aliene, e Naoyuki Asaba, un membro del club del giornale della scuola e uno dei suoi pochi amici. Ne sono stati tratti una serie OAV prodotta nel 2005 e una serie manga serializzata tra il 2007 e il 2009; sono stati inoltre pubblicati in Giappone due videogiochi per Nintendo DS basati sulla serie: il primo nel 2007 a gennaio e il secondo nello stesso anno a ottobre. La serie è stata inoltre nominata per il premio Seiun.

## Trama
Iriya no sora, UFO no natsu è una serie di light novel che parla di guerra segreta che va avanti dal 1947 e un gruppo di persone coinvolte in essa, sia direttamente che indirettamente. Il protagonista è un giovane liceale di nome Naoyuki Asaba che, l'ultimo giorno di pausa estiva, si intrufola nella scuola durante la notte per nuotare nella piscina in segreto. Tuttavia, all'arrivo in piscina, incontra la misterioso Kana Iriya, che è lì per lo stesso motivo. Iriya non sa però nuotare, così Naoyuki si offre per poterle dare qualche lezione. Durante questa lezione privata, appare un gruppo di persone in cerca di Iriya per portarla di nuovo alla base aeronautica dove "alloggiava".
Il giorno successivo Naoyuki è sorpreso di scoprire che Kana si unisce alla sua classe. Alla fine, entrambi prendono in simpatia l'uno all'altro e Naoyuki fa entrare Kana nel club del giornale della scuola. Naoyuki ancora non sa che Kana è infatti un esperto pilota da combattimento impegnata in una guerra tra umani e alieni che stava accadendo dopo l'incidente di Kenneth Arnold il 24 giugno 1947. Il destino del mondo intero è nelle mani di Kana Iriya.

## Personaggi

Kana Iriya

Naoyuki Asaba (浅羽 直之?, Asaba Naoyuki)
Il personaggio principale, Naoyuki di solito è un ragazzo relativamente tranquillo che trascorre le sue giornate con i suoi amici più stretti la maggior parte del tempo. I suoi genitori sono parrucchieri, e Naoyuki stesso è in grado di tagliare i capelli. È un membro del club del giornale della scuola. All'inizio della scuola conosce subito Iriya Kana e si prende una cotta per lei. È molto sensibile e grida molto spesso.
Kana Iriya (伊里野 加奈?, Iriya Kana)
Kana è una ragazza molto misteriosa che si trasferisce nella classe di Naoyuki. Raramente parla a chiunque ed è molto introversa. In effetti, alla maggior parte dei suoi compagni di classe non piace il suo atteggiamento maleducato. La verità è, tuttavia, che lei è l'ultima speranza per l'umanità a sconfiggere gli invasori alieni che potrebbero annientare la razza umana. Per salvare l'umanità, è costretta a pilotare il "Black Manta", un super-jet da combattimento avanzato con manovrabilità sorprendente, con cui spesso combatte gli invasori. Tuttavia, mentre pilota Black Manta, la mente e il corpo di Iriya sono costantemente sottopressione facendola quindi sanguinare, soprattutto dal naso. Subito dopo l'incontro con Naoyuki a scuola, si sviluppa rapidamente una cotta per lui e per questo si unisce al club del giornale della scuola per stare con lui.
Akiho Sudō (須藤 晶穂?, Sudō Akiho)
Akiho è compagna di classe di Naoyuki Asaba. Lo ha conosciuto abbastanza a lungo da aver sviluppato una cotta per lui. In un primo momento non ama Kana e la esclude dalle attività del club, ma dopo una gara di mangiare dove entrambe mangiano troppo e si ammalano finalmente diventano amiche.
Kunihiro Suizenji (水前寺 邦博?, Suizenji Kunihiro)
È il presidente della Sonohara Wave Press nota anche come il club del giornale della scuola. È sempre pieno di energia. Si riferisce agli altri membri del club come "inviati speciali". Inoltre, è relativamente esperto di computer infatti una volta riuscì ad ascoltare le conversazioni tra Naoyuki e Kana durante un loro appuntamento. Si è detto anche che è in realtà abbastanza buono sia nello studio che nello sport.
Enomoto (榎本?, Enomoto)
È il presumibile fratello maggiore di Kana, è un uomo anziano ed è molto protettivo verso di lei. Di solito si tende ad essere molto spensierato, anche se a volte può essere spinto a essere molto violento.
Mayumi Shiina (椎名 真由美?, Shiina Mayumi)
È una collega di Enomoto. Impersona l'infermiera della scuola di Naoyuki, al fine di tenere d'occhio Kana, anche se sembra davvero avere una certa conoscenza in ambito medico. Inoltre può essere una persona molto violenta, infatti una volta ha brutalmente combattuto con Naoyuki dopo aver avuto una discussione con Kana. Mayumi Shiina non è il suo vero nome, esso rimane sconosciuto, le iniziali del suo vero nome, come si è visto nella lettera a Naoyuki, sono "TS".
Yūko Asaba (浅羽 夕子?, Asaba Yūko)
Sorella minore di Naoyuki che va alla scuola media. Quando Naoyuki andò ad un appuntamento con Kana, Yuko li ha seguiti e li ha spiati perché probabilmente era interessata a scoprire chi era Kana.
Yuuji Hanamura (花村 祐二?, Hanamura Yūji)
Compagno di classe di Naoyuki, che si blocca spesso con lui.
Taizou Kawaguchi (河口 泰蔵?, Kawaguchi Taizou)
Insegnante di Naoyuki.

## Media

### Light novel
La serie di light novel è stata scritta dall'autore giapponese Mizuhito Akiyama e illustrato da Eeji Komatsu, noto anche per il suo lavoro Planetarian ～Chiisana hoshi no yume～. La serie è lunga 4 volumi ed è pubblicata da MediaWorks sotto l'etichetta di Dengeki Bunko. La traduzione cinese è pubblicata da Kadokawa Shoten.

#### Volumi
| 1 | 10 ottobre 2001 | ISBN 4-8402-1944-3 |
| 1 | Capitoli - Incontro ravvicinato del 3º tipo - Lettera d'amore - Segreti per rubare uno scooter, parte 1 - Omake: Perché è così (un capitolo incentrato sul Mayumi Shiina) |                    |
| 2 | 10 novembre 2001 | ISBN 4-8402-1973-7 |
| 2 | Capitoli - Segreti per rubare uno scooter, parte 2 - 18:47 '32 ", parte 1 - 18:47 '32 ", parte 2 - Omake: Laviamo il cadavere                                             |                    |
| 3 | 10 settembre 2002 | ISBN 4-8402-2173-1 |
| 3 | Capitoli - Le cronache squattrinate del cibo - Suizenji, rispondimi, parte 1 - Suizenji, rispondimi, parte 2 - Omake: Inverno di ESP                                      |                    |
| 4 | 10 agosto 2003 | ISBN 4-8402-2431-5 |
| 4 | Capitoli - Vacanze estive rivisitate, parte 1 - Vacanze estive rivisitate, parte 2 - L'ultima strada - L'isola del Sud & Epilogo                                          |                    |

### OAV
Dalla serie è stato tratto un OAV di sei episodi prodotto da Toei Animation. Gli OAV sono stati pubblicati in sei DVD tra il 25 febbraio e il 29 luglio 2005. Cinque titoli dei DVD sono stati presi da alcuni titoli degli episodi. La sigla d'apertura è Forever Blue, mentre la sigla di chiusura è Himawari, entrambe cantate da Chihiro Imai.

#### Episodi
| Nº | Giapponese 「Kanji」 - Rōmaji                                  | Pubblicazione    | Pubblicazione |
| Nº | Giapponese 「Kanji」 - Rōmaji                                  | Giapponese       |               |
| 1  | 「第三種接近遭遇」 - Daisanshu sekkin sōgū                     | 25 febbraio 2005 |               |
| 2  | 「ラブレター」 - Rabu retā                                     | 25 marzo 2005    |               |
| 3  | 「十八時四十七分三十二秒」 - Jūhachiji yonjūnanafun sanjūnibyō | 29 aprile 2005   |               |
| 4  | 「水前寺 応答せよ」 - Suizenji ōtō seyo                        | 3 giugno 2005    |               |
| 5  | 「最後の道」 - Saigo no michi                                  | 24 giugno 2005   |               |
| 6  | 「イリヤの空、UFOの夏」 - Iriya no sora, UFO no natsu          | 29 luglio 2005   |               |

### Manga
Dalla serie è stato tratto un manga serializzato sulla rivista Dengeki Maoh della ASCII Media Works tra ottobre 2007 e marzo 2009. Due volumi tankōbon sono stati pubblicati tra il 27 giugno 2008 e il 27 aprile 2009, sotto l'etichetta Dengeki Comics. Il disegnatore, Tōko Kanno, è anche l'artista dell'adattamento manga di Oku-sama wa mahō shōjo: Bewitched Agnes.
| Nº | Data di prima pubblicazione | Data di prima pubblicazione | Data di prima pubblicazione |
| Nº | Giapponese                  | Giapponese                  |                             |
| -- | --------------------------- | --------------------------- | --------------------------- |
| 1  | 27 giugno 2008              | ISBN 978-4-04-867045-6      |                             |
| 2  | 27 aprile 2009              | ISBN 978-4-04-867705-9      |                             |

### Videogiochi
Dalla serie sono stati tratti una visual novel e un videogioco di carte per il Nintendo DS pubblicati in Giappone tra l'11 gennaio e il 25 ottobre 2007 dalla MediaWorks.